# Hannenbach

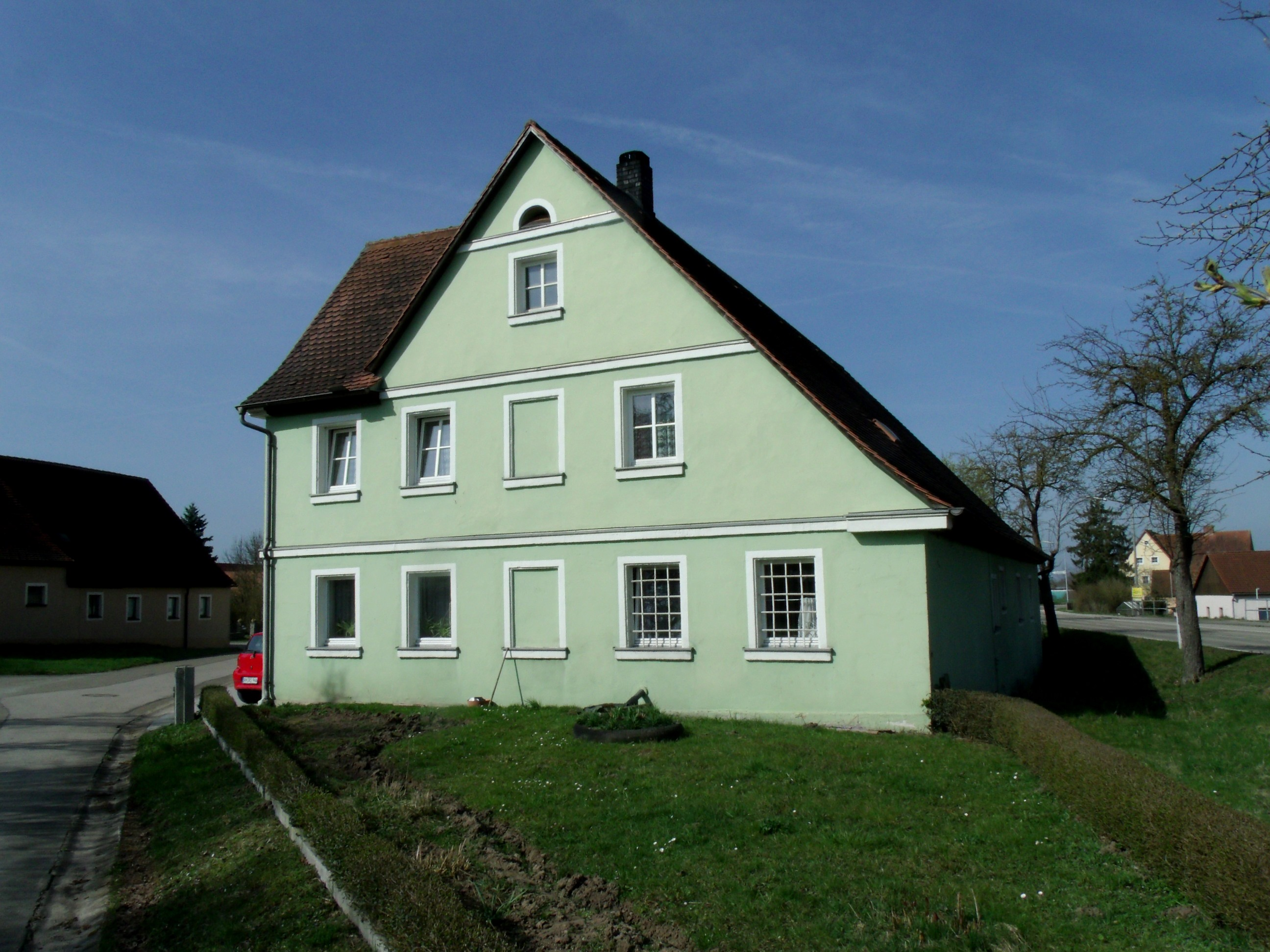
Bauernhaus mit Zwerchgiebel und Putzgliederung

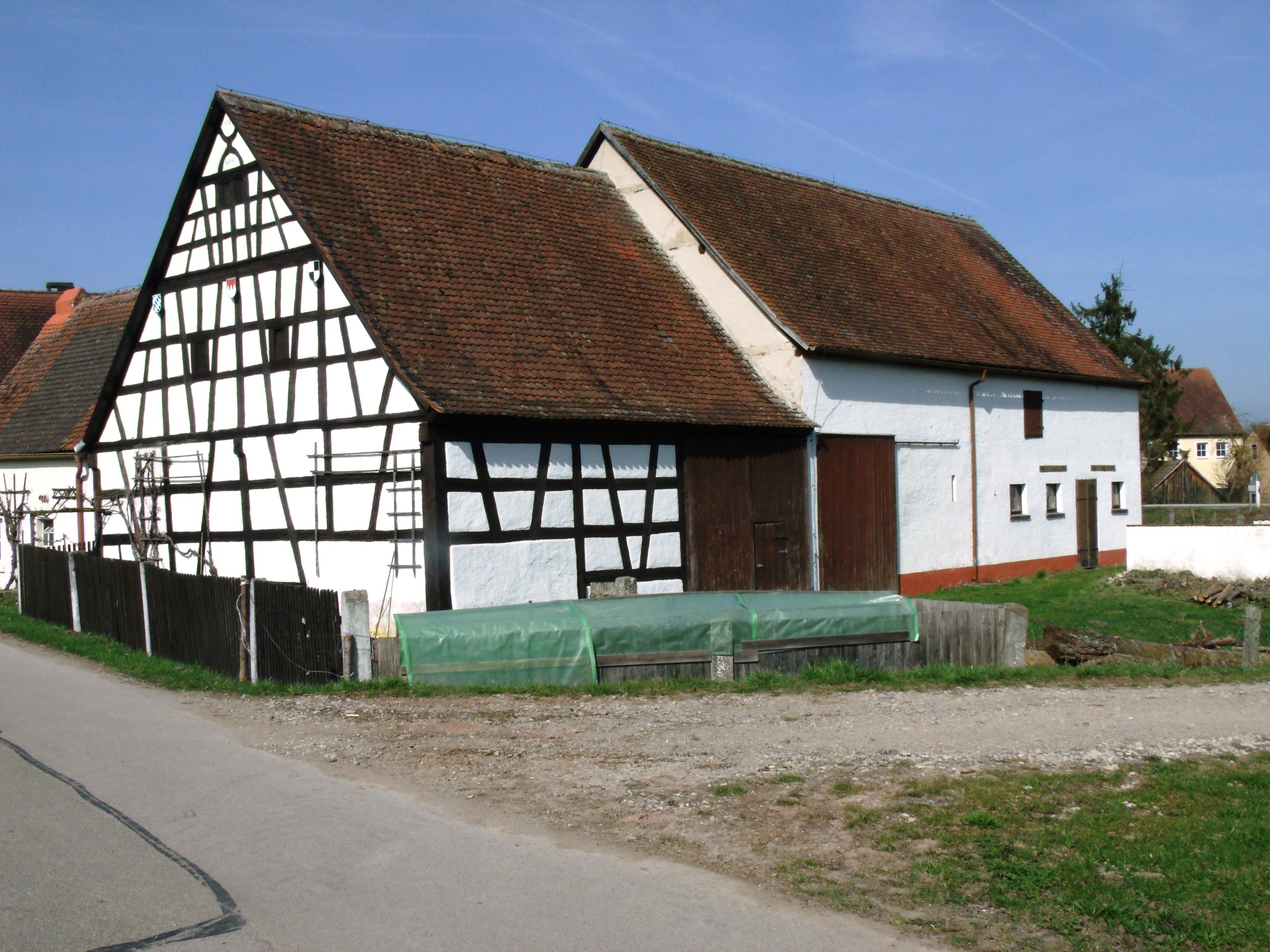
Fachwerkscheune

Hannenbach (fränkisch: Hannaba) ist ein Gemeindeteil der Stadt Leutershausen im Landkreis Ansbach (Mittelfranken, Bayern). Hannenbach liegt in der Gemarkung Rauenbuch.

## Geografie
Nördlich des Dorfs fließt der Regelbach, der ein linker Zufluss des Krämleinsbachs ist, der wiederum ein linker Zufluss der Altmühl ist. 0,5 km südöstlich des Ortes liegen die Eckertshölzer. Die Staatsstraße 2246 führt nach Wiedersbach (1,2 km westlich) bzw. nach Straßenwirtshaus (0,7 km nordöstlich). Eine Gemeindeverbindungsstraße führt nach Rauenbuch zur Staatsstraße 2249 (2,5 km südwestlich).

## Geschichte
Erstmals urkundlich erwähnt wurde der Ort 1345 als „Hanenbach“. Der Ortsname leitet sich von einem gleichlautenden Gewässernamen ab, dessen Bestimmungswort der Personenname Hanno ist. Es ist anzunehmen, dass eine Person dieses Namens der Gründer der Siedlung ist. Der Burggraf von Nürnberg hatte hier vier Lehen, vier halbe Lehen und ein Haus. 1535 klagte die Gemeinde Hannenbach vor dem Reichskammergericht gegen Christoph von Lüchau zu Wiedersbach, weil dessen Schäferei auf ihren Gründen die Weide ausübte.
Nach dem Dreißigjährigen Krieg wurde der Ort von österreichischen Exulanten wiederbesiedelt. 1732 heißt es in den Vetterschen Amtsbeschreibungen, dass der Weiler aus sieben Untertanen des brandenburgisch-ansbachischen Vogteiamtes Leutershausen, einem eichstättischen dem Stiftskapitel Herrieden zinsenden Untertanen und einem Hirtenhaus besteht, nach St. Georg in Neunkirchen gepfarrt ist und den Zehnt teils ins brandenburg-ansbachische Kastenamt Colmberg, teils der markgräflichen Kanzlei in Ansbach, teils dem Bürgermeister und Rat von Ansbach und teils nach Herrieden geben muss. Die Gemeindeherrschaft, das Recht, den Hirten einzusetzen, die Vogtei und die Fraisch standen dem brandenburg-ansbachischen Vogtamt Leutershausen zu; Eichstätt hatte aber die Vogtei über seinen eigenen Untertanen inne.
Gegen Ende des Alten Reiches bestand Hannenbach aus ach Anwesen. Grundherren waren das Kastenamt Colmberg (7 Halbhöfe) und das Stiftskapitel Herrieden (1 Gut); das Hirtenhaus und die Brechhütte für die Flachsbearbeitung waren gemeindlicher Besitz. Die Fraisch teilten sich das Stadtvogteiamt Leutershausen und das Hofkastenamt Ansbach. Die Dorfgerichtsbarkeit und das Niedergericht waren Rechte des Leutershausener Stadtvogteiamtes. Von 1797 bis 1808 unterstand der Ort dem Justizamt Leutershausen und Kammeramt Colmberg.
Im Rahmen des Gemeindeedikts wurde Hannenbach dem 1808 gebildeten Steuerdistrikt Wiedersbach und der 1810 gegründeten Ruralgemeinde Rauenbuch zugeordnet. Am 1. Januar 1972 wurde der Ort im Zuge der Gebietsreform in Bayern in die Stadt Leutershausen eingemeindet.

### Baudenkmäler
- Bauernhäuser Nr. 1, 2 und 3: Fachwerkscheunen des 18. Jahrhunderts, zum Teil mit Schleppgauben.[17]
- Haus Nr. 12: Wohnstallhaus und Scheune[18]

### Einwohnerentwicklung
| Jahr      | 001818 | 001840 | 001861 | 001871 | 001885 | 001900 | 001925 | 001950 | 001961 | 001970 | 001987 |
| Einwohner | 64     | 61     | 65     | 62     | 70     | 58     | 62     | 78     | 65     | 68     | 49     |
| Häuser    | 12     | 10     |        |        | 13     | 11     | 10     | 13     | 13     |        | 13     |
| Quelle    | [ 20 ] | [ 21 ] | [ 22 ] | [ 23 ] | [ 24 ] | [ 25 ] | [ 26 ] | [ 27 ] | [ 28 ] | [ 29 ] | [ 1 ]  |

## Religion
Ursprünglich gehörte das Dorf zur römisch-katholischen Pfarrei St. Veit in Neunstetten. Seit der Reformation sind Einwohner in die evangelisch-lutherische Pfarrei St. Georg (Neunkirchen bei Leutershausen) gepfarrt. Die Einwohner römisch-katholischer Konfession waren zwischenzeitlich nach Kreuzerhöhung (Schillingsfürst) gepfarrt, heute ist wieder die Pfarrei St. Veit zuständig.